# Game of Death
Este artículo se refiere a la película de Robert Clouse. Para la película de Wesley Snipes, véase Game of Death (película de 2010).
Game of Death (en chino tradicional, 死亡遊戲; en chino simplificado, 死亡游戏; pinyin, Sǐwáng Yóuxì; jyutping, Sei5 Mong4 Jau4 Hei3) es una película hongkonesa de artes marciales dirigida por Robert Clouse. Escrita por el propio Clouse en colaboración con Raymond Chow, fue protagonizada por Bruce Lee, Kim Tai-jong, Yuen Biao, Gig Young, Dean Jagger, Colleen Camp, Robert Wall, Hugh O'Brian, Dan Inosanto, Mel Novak, Sammo Hung, Kareem Abdul-Jabbar, Han-Jae Ji y Casanova Wong.
Esta película comenzó a rodarse entre finales de 1972 y principios de 1973; sin embargo, solo se habían rodado 40 minutos cuando ocurrió la inesperada muerte de Bruce Lee, quedando inconclusa e inédita hasta 1977. Ese año, el proyecto de Game of Death fue retomado y concluido por la productora Golden Harvest haciendo uso de dobles y montajes y de una parte del rodaje original. De igual forma, se utilizaron algunas escenas de las anteriores películas de la carrera de Bruce Lee al modificarse radicalmente el guion. Esta película se estrenó en 1978, 5 años después del fallecimiento de Lee, siendo su sexta y última película realizada y la segunda estrenada en forma póstuma, después de Operación Dragón de 1973.

## Película original

### Argumento
El argumento original trata acerca de Hai Tien (Interpretado por Bruce Lee), un campeón de artes marciales retirado que es acosado y amedrentado por la mafia coreana. Los mafiosos le hablan a Hai Tien sobre una pagoda de 5 pisos, fuertemente custodiada por hábiles artistas marciales, los cuales, se encuentran protegiendo algo (no identificado en lo absoluto en ningún material relativo a la película) yacente en su último nivel. El jefe de la mafia quiere que Hai Tien forme parte del grupo de esbirros enviados por él a la antedicha pagoda para que se apoderen de ese algo. Estos serán el segundo grupo en ser enviados a la pagoda, puesto que el primero fallo en su misión. Hai Tien se niega a participar en el plan, sin embargo, los mafiosos secuestran a sus hermanos, obligándolo a involucrarse. Hai Tien, acompañado por dos artistas marciales más (James Tien y Chieh Yuan), se abre paso a través de la pagoda, encontrando diferentes retos en cada piso. El lugar donde está ubicada la pagoda es el templo Peobjusa en el parque nacional de Songnisan en Corea del Sur.

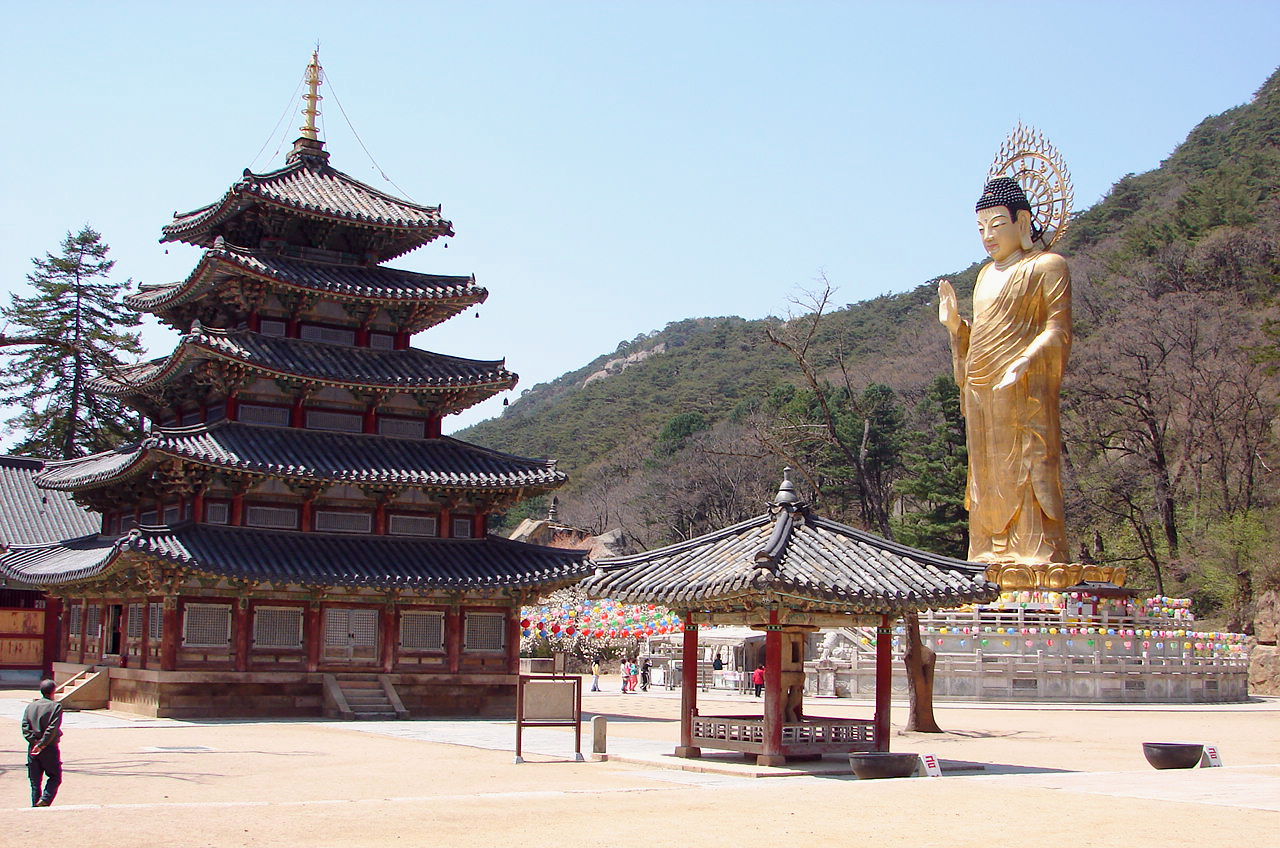
Pagoda de Palsangjeon. En este lugar fue donde se realizó el rodaje original de la película.

La pagoda, llamada Palsangjeon, es el único edificio de madera que queda en Corea del Sur. En la base de la pagoda, el grupo se encuentra con 10 peleadores, todos cinturón negro de karate. Una vez dentro de la pagoda, estos se enfrentan a un oponente diferente en cada piso, uno más fuerte y desafiante que el anterior. Hai Tien es asistido por sus aliados, pero estos son fácilmente derrotados, lo que fuerza a Hai Tien a tener que enfrentarlos en combates uno a uno. Hai Tien logra derrotar al  filipino Dan Inosanto, al coreano Ji Han Jae, y finalmente a Kareem Abdul-Jabbar, el cual pelea con un estilo de combate tan fluido como el de Hai Tien. El personaje de Abdul-Jabbar es enorme y tan fuerte como el personaje de Lee, pero es derrotado cuando Hai Tien descubre que su punto débil es la alta sensibilidad de sus ojos a la luz del sol.
Justo después de derrotar a este guardián, Hai Tien se da la vuelta y baja las escaleras, saliendo de la pagoda. A pesar de toda la historia sobre algo en el último piso en espera de ser sustraído, no se sabe si alguien llegó a subir al último piso a recogerlo, quedando de esta forma la película incompleta. Tampoco existe material que explique cómo esto afecto a Hai Tien o a sus hermanos secuestrados.

### Producción
Aunque se suponía que la pagoda tenía cinco pisos, solo se filmaron escenas completas en tres de los pisos: el "Templo del Tigre", donde Lee se enfrentó a Inosanto; el "Templo del Dragón", donde luchó contra Ji Han-jae; y el piso final, donde luchó contra Kareem Abdul-Jabbar, fue el "Templo de lo Desconocido". El maestro de Hapkido Hwang In-Shik estaba programado para interpretar al guardián del primer piso, un maestro con un estilo orientado a las patadas, mientras que el estudiante de Bruce y su buen amigo Taky Kimura fue invitado a interpretar al guardián del segundo piso, un estilista de mantis religiosa kung fu.
El objetivo de la trama de la película era mostrar las creencias de Lee con respecto a los principios de las artes marciales. A medida que cada artista marcial es derrotado (incluidos los aliados de Lee), se revelan las fallas en su estilo de lucha. Algunos, como el personaje de Dan Inosanto, confían demasiado en patrones fijos de técnicas ofensivas y defensivas, mientras que otros carecen de  economía de movimiento. Lee derrota a sus oponentes al tener un estilo de lucha que involucra movimiento fluido, imprevisibilidad y una mezcla ecléctica de técnicas. Su diálogo a menudo incluye comentarios sobre sus debilidades.

### Bruce Lee: A Warrior's Journey
Varios años después, el historiador de Bruce Lee, John Little, lanzó Bruce Lee: A Warrior's Journey, un documental que revela las imágenes originales y la historia de The Game of Death. El documental también incluye una biografía bastante profunda de Lee y conduce a la filmación de "The Game of Death". Los aficionados todavía creen que hay más imágenes que se pueden encontrar. Originalmente destinado a ser un documental por derecho propio, ahora se puede encontrar en el segundo disco del lanzamiento en DVD de la Edición Especial 2004 de Enter the Dragon, junto con el documental Bruce Lee: Curse of the Dragon.

### Bruce Lee in G.O.D.: Shibōteki Yūgi
En el 2000, la película japonesa Bruce Lee in G.O.D 死亡的遊戯 fue estrenada en DVD. Esta película muestra la visión original de Lee de la película a través de las imágenes existentes que se filmaron antes de su muerte, entrevistas y recreaciones históricas de lo que sucedió detrás de la escena. Un DVD de "edición especial" fue lanzado en 2003.

### Reparto

#### Reparto filmado
- Bruce Lee como "Hai Tien" (también llamado "el tigre de cara amarilla").
- Kareem Abdul-Jabbar como "Mantis, el guardián del quinto piso".
- James Tien como "Mr. Tien, el segundo luchador".
- Chieh Yuan como "Yuan, el tercer luchador".
- Dan Inosanto como "Dan, el guardián del tercer piso".
- Ji Han-jae como "Guardián del cuarto piso".
- Lee Kwan como "Mr. Kuan el cerrajero" (la voz que se escucha al final de la película).

#### Reparto sin filmar
- Hwang In-shik como "Guardián del primer piso".
- Taky Kimura como "Guardián del segundo piso".
- Robert Wall como "Mr. Wall, el luchador estadounidense y el aliado de Hai Tien".
- George Lazenby como "el maestro de Hai Tien".
- Nora Miao como "la hermana de Hai Tien".
- Actor infantil sin identificar como "el hermano de Hai Tien".
- Carter Wong como "Sr. Wong"
- Shih Kien como "Señor del crimen".
- Tony Liu como "Huang"
- Wan Kam Leung como "Lee Guo Hao, el quinto luchador".
- Betty Ting Pei como "la esposa de Hai Tien".
- Bolo Yeung como "Líder Cinturón Negro en Karate - Planta baja".
- Lam Ching-ying, Yuen Wah, Unicorn Chan, Bee Chan, Wu Ngan, y otros 14 como "Luchadores Cinturon Negro en Karate - Planta baja".
- Han Yin-Chieh como "Matón 1".
- Yuen Biao como "Matón 2".
- Alan Chui Chung-San como "Matón 3".
- Corey Yuen como "Matón 4".
- Jackie Chan como "Fan que pide el autógrafo de Hai Tien".

#### Reparto previsto
- Wong Shun Leung fue originalmente propuesto para desempeñar el papel del Guardián del segundo piso orientado al Wing Chun, pero se negó y fue reemplazado por Taky Kimura.
- Robert Baker, estudiante de Lee, fue considerado para el papel que finalmente se le dio a Robert Wall.[3][4]
- Sammo Hung había sido elegido como el Tercer Combatiente, pero cuando Lee estaba listo para filmar con él, Hung había pasado a otro proyecto; Chieh Yuan tomó parte en su lugar.
- Chuck Norris
- Jim Kelly
- Joe Lewis
- Mike Stone
- James Coburn
- Steve McQueen
- Muhammad Ali
- Pelé

## Game of Death(1978)

### Argumento
La versión de 1978 cuenta con un nuevo argumento, nuevos actores y nuevas escenas combinadas con porciones de la película original. En esta película, el protagonista es Billy Lo (盧比利), un artista marcial y estrella de cine que es acosado por la mafia después de haber alcanzado gran éxito en el cine. Billy se resiste a las intimidaciones del esbirro Steiner (Hugh O'Brian) y su banda de matones, pero el jefe de la mafia, Dr. Land (Dean Jagger) ordena su asesinato como ejemplo para los demás.
Uno de los asesinos del Dr. Land, llamado Stick (Mel Novak) se infiltra en el set donde se está grabando la nueva película de Billy, y le dispara a Billy durante la filmación. Un fragmento de la bala pasa a través de la cara de Billy dejándolo vivo, pero con el rostro destrozado, por lo que se somete a una cirugía plástica que altera sus rasgos faciales. Billy aprovecha esta oportunidad para fingir su muerte, y se disfraza para cobrar venganza de los que le acosaron una vez. La mafia amenaza y captura a su novia, Ann Morris (Colleen Camp), por lo que Billy se ve obligado a salir de su escondite para salvarla. En el filme revisado, se asume que las peleas de Bruce Lee dentro de la pagoda tienen lugar en el restaurante Red Pepper, donde los mafiosos le tienden una emboscada. Al final, Billy sobrevive a la emboscada, rescata a su novia y mata a cada uno de los mafiosos principales, uno por uno.

### Reparto

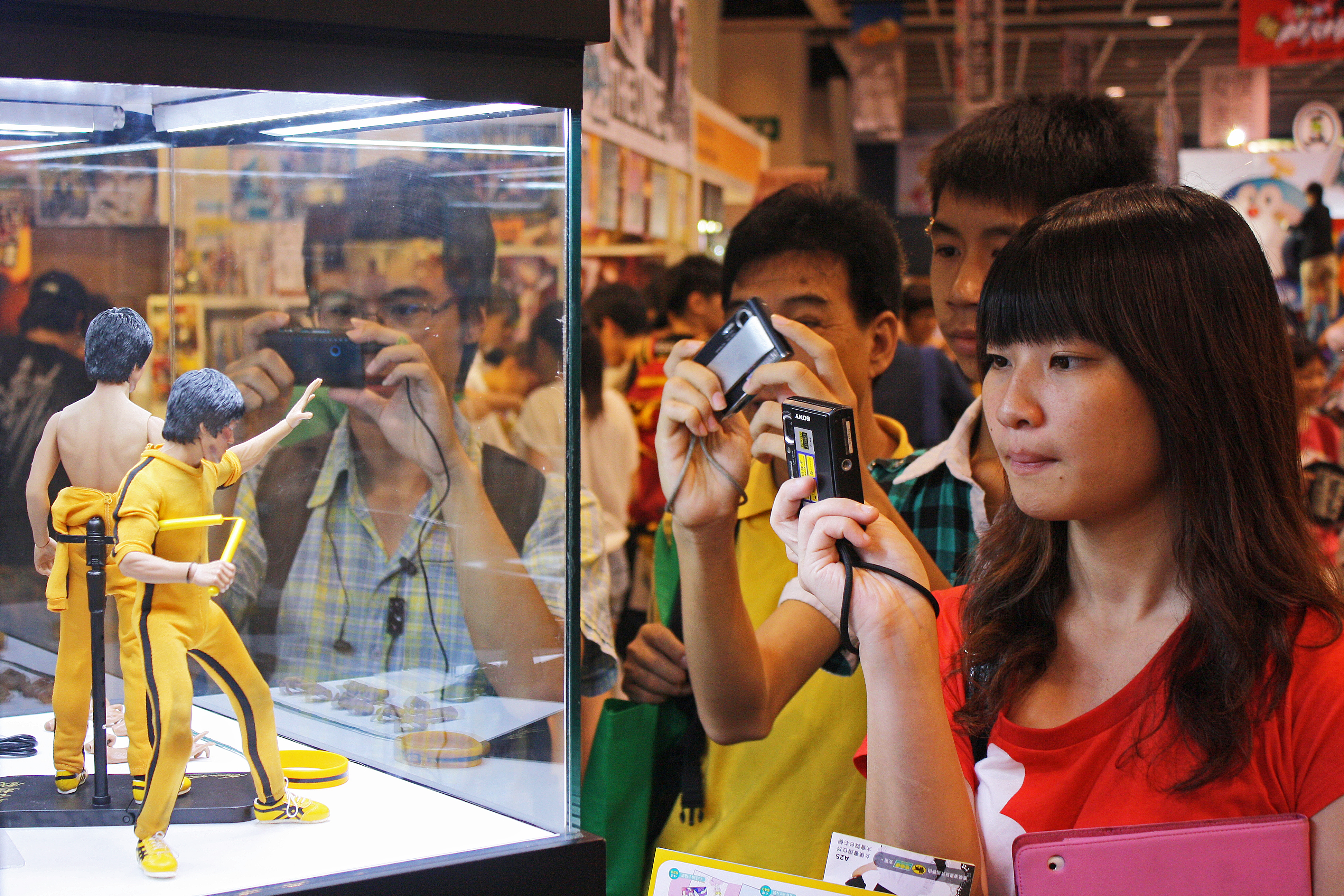
En esta foto, los asistentes de la convención Animation-Comic-Game of Hong Kong 2011 (ACGHK) toman fotografías de una figura de edición limitada de Bruce Lee "Game of Death", producida por Enterbay. La figura está vestida con la icónica sudadera amarilla con franjas negras. la misma se ha convertido en un símbolo y referencia tanto de Bruce Lee como de la propia película.

- Bruce Lee como "Billy Lo" (material de la primera versión incompleta).
- Tai-jeong Kim como "Billy Lo" (haciendo el doble de Bruce Lee en las escenas de pelea).
- Yuen Biao como "Billy Lo" (doble de Bruce Lee en las acrobacias).
- Albert Sham como "Billy Lo" (doblando a Bruce Lee en diálogos).
- Gig Young como "Jim Marshall".
- Dean Jagger como "Dr. Land"
- Colleen Camp como "Ann Morris".
- Mel Novak como "Stick".
- James Tien como "Charlie Wang".
- Roy Chiao como "(Tío) Henry Lo" (solo en la versión estadounidense).
- Sammo Hung como "Lo Chen".
- Hugh O'Brian como "Steiner".
- Robert Wall como "Carl Miller".
- Dan Inosanto como "Pasqual" (acreditado como Danny Inosanto).
- Han-Jae Ji como "Luchador del restaurante".
- Casanova Wong como "Lau Yea-chun" (solo en la versión de Hong Kong).
- Chuck Norris como "Luchador del Filme" (solo aparece en el material original).
- Kareem Abdul-Jabbar como "Hakim".
- Tony Leung
- Billy McGill
- Jim James
- Russell Cawthorne
- Yuen Wah
- Lam Ching Ying
- John Ladalski
- David Hu
- Don Barry
- Jess Hardie
- Eddie Dye
- Peter Nelson
- Peter Gee
- Peter Chan
- Mars como el guardia del Dr. Land (extra)
- Lau Kar-wing
- Fung Hak-on como el esbirro vestido de amarillo que lucha en la ópera.
- Tai San
- Jason Williams

## Producción
La versión revisada de la película solo utiliza 11 minutos y 7 segundos de las imágenes de la película original The Game of Death, y para la gran mayoría de la película, el papel de Billy Lo fue compartido por Yuen Biao y Tai Chung Kim, siendo doblado por Chris Kent en la versión estadounidense del filme. La trama de la película obligó a Kim y Biao a tener que pasar la mayor parte de la película disfrazados con barbas falsas y lentes obscuros para atenuar el hecho de que estos tenían poco parecido a Lee. Varias escenas, incluyendo las de los combates, contaban con pequeños trozos de tomas en primer plano del verdadero Bruce Lee, que fueron tomadas de material de archivo de películas anteriores a Operación Dragón, a menudo con uno o dos segundos de duración. Estos trozos de material se pueden reconocer con facilidad debido a la diferencia existente en la calidad de vídeo entre el viejo material y el nuevo. En un momento de la película, también puede verse material sobre el cadáver real de Lee en su ataúd: esta parte se utilizó para mostrar a Billy Lo fingiendo su muerte. Incluso hay una escena, que tuvo lugar en el camerino de Billy, donde se grabó un recorte de la cara de Lee en un espejo, cubriendo la propia cara del doble.
Varios actores asociados con películas anteriores de Lee se incluyeron en la nueva filmación de la película de 1978. Por ejemplo, Robert Wall, un villano en Way of the Dragon y Enter the Dragon, interpreta a un kickboxer llamado Carl Miller que debe luchar contra Billy Lo. Sammo Hung, quien apareció en Enter the Dragon, se desempeñó como coordinador de las escenas de pelea para esta versión de Game of Death, y también aparece en la escena como un rival del ring para Miller. Para mantener la continuidad con las imágenes de las peleas tomadas de la película original, Dan Inosanto (renombrado Pasqual) y Ji Han-jae (cuyo personaje no tenía nombre y no se mostró hasta casi el final de la película) recibieron pequeñas partes como ejecutores adicionales para el sindicato. Kareem Abdul-Jabbar se negó a participar en esta versión, y en su lugar se incluyó otro alto doble afrodescendiente (renombrado como Hakim). Aunque Chuck Norris está acreditado como protagonista de la película, su papel se limita a los clips de Way of the Dragon insertados en la película.
La calidad de las imágenes dirigidas por Clouse en la película fueron notablemente más altas que las imágenes de las películas anteriores de Lee en Hong Kong, y John Barry proporcionó una banda sonora original. La película también contó con actuaciones de actores experimentados, así como de estrellas prometedoras, incluidos dos ganadores del Premio de la Academia al Mejor Actor de Reparto (Dean Jagger y Gig Young) y varios que han sido honrados con una estrella en el Hollywood Walk of Fame, que incluye a Bruce Lee, Dean Jagger, Chuck Norris, Hugh O'Brian y Gig Young (en su última película).
Para las audiencias de habla china, la película fue doblada en cantonés y mandarín, y tuvo cambios significativos, como la inclusión de una pelea en un invernadero con Casanova Wong y una secuencia diferente de apertura y de créditos finales, con una nueva canción, más un par de escenas menores. A diferencia de la versión en inglés, usan los gritos de lucha reales de Lee. También se eliminaron varias escenas, incluida la lucha en el camerino de la ópera.
En la versión original de Hong Kong, la pelea con Ji Han-jae está incluida (durante la mitad de la película), mientras que el final no mostró que Billy Lo fue arrestado. En cambio, tanto él como Ann se despiden de Jim cuando parecen salir de Hong Kong en un barco. La versión de Singapur terminó con el arresto de Billy, y no presentó la pelea de Ji Han-jae. Esta es la versión más común en chino.
La versión doblada en mandarín de la película presentaba un tema musical diferente al de la versión cantonesa. El tema principal sonaba familiar al tema principal de Way of the Dragon. Esta versión también incluyó la escena en la que Billy y Ann se despiden de Jim. La versión cantonesa muestra la escena comúnmente encontrada donde Billy es arrestado por la policía.

### Lanzamiento
Game of Death  fue estrenada en Hong Kong el 23 de marzo de 1978. En los Estados Unidos, fue lanzada por Columbia Pictures el 9 de junio de 1979. La película fue lanzada en Filipinas por Asia Films el 15 de diciembre de 1988.

#### Recepción
La película recibió una recepción y críticas mixtas a positivas. Las críticas a la versión revisada incluyeron la inclusión de escenas que podrían considerarse de mal gusto, como la incorporación de imágenes del funeral real de Lee. Otra escena, a menudo señalada por los críticos de la película, involucraba una foto de Kim mirándose en el espejo, con un obvio recorte de cartón de la cara de Lee pegado en la superficie del espejo.
Game of Death podría considerarse como más accesible al público occidental que las películas anteriores de Lee. Comparado con otras películas de Bruce Lee como The Big Boss, Fist of Fury y Way of the Dragon, Game of Death tiene más personajes occidentales y la estructura de la historia es más directa y menos específica culturalmente de Asia.
A partir de 2019, Rotten Tomatoes informa que la película tiene un alto índice de aprobación basado en sus revisiones.

## Otras películas deGame of Death
Después de la muerte de Bruce Lee, varios estudios explotaron la situación haciendo sus propias versiones de Game of Death basadas en lo que habían aprendido de la historia a través de fotos de producción y artículos de revistas. Algunas de estas películas son anteriores a la película de "Game of Death" de Robert Clouse.
- Goodbye Bruce Lee: His Last Game of Death (1975)
- Enter the Game of Death (1978)
- The True Game of Death (1979)
- Game of Death II (Tower of Death) (1981)

La película de Robert Clouse recibió una secuela en 1981 titulada como Game of Death II, una película con trazos de misterio y kung fu dirigida por Ng See Yuen. Esta película también utiliza material de Operación Dragón  haciendo que Lee aparezca al inicio del filme, para luego ser asesinado a la mitad del mismo, permitiéndole al personaje de su hermano asumir el rol de protagonista. En el doblaje inglés de esta película, al personaje de Bruce Lee se le sigue dando el nombre de Billy Lo, pero la película no tiene ninguna conexión con la versión dirigida por Robert Clouse.
- La película de Wong Jing City Hunter también tiene una premisa similar. Jackie Chan como Ryu Saeba se enfrenta a dos hombres altos y negros y la película utiliza clips de la escena de lucha de Lee contra Kareem Abdul-Jabbar para obtener lo mejor de los dos.

## Sudadera amarilla con franjas negras
La sudadera amarilla con franjas negras que Lee utilizó en la película se convirtió en una especie de sello representativo tanto del actor como de la propia película, y la misma ha sido referenciada diversos medios de difusión. En la adaptación dirigida por Clouse, los productores racionalizaron su presencia incluyendo una escena donde Billy Lo se disfraza como uno de los esbirros motorizados del Dr. Land, todos ellos vistiendo sudaderas con rayas.
En la escena del almacén, Billy Lo usa un par de zapatos Adidas amarillos con rayas negras y con las puntas blancas. Casi al final de la película, Billy utiliza un par de zapatos Onitsuka Tiger amarillos con rayas negras. Esto se debe a que el verdadero Bruce Lee uso los últimos mencionados durante la filmación original y el doble utilizó los Adidas en la adaptación de 1978 para lograr el parecido con los zapatos.

## Video casero
Como uno de los pocos videos populares de Bruce Lee para recibir una amplia exposición al público occidental,  Game of Death  ha visto muchas reediciones en cada formato de video doméstico. Está particularmente extendido en DVD y Blu-ray y en 2016 se lanzó sobre este último una restauración en 4K, escaneada del negativo original.